# Jana Želibská
Jana Želibská (* 3. května 1941 Olomouc) je slovenská umělkyně, věnující se zejména grafice a intermediálnímu umění a performanci.
Je dcera malíře Jána Želibského a grafičky Márie Želibské. Studovala v letech 1959–1966 na Vysoká škola výtvarných umění v Bratislavě u Vincenta Hložníka a Petera Matejky, v roce 1968 podnikla studijní cesta do Paříže. Jako umělkyně vstoupila na veřejnou scénu záhy v 60. letech a rozešla se s tradiční médiem závěšného obrazu (podobně jako další její vrstevnící z generace 60. let 20. století).
Ve své tvorbě se věnovala různému uměleckému vyjádření, po rozchodu s klasickou malbou a grafikou byla v 60. letech průkopnicíc environmentu a objektu, v nálsedujícím desetiletí akci a konceptu, následně postmodernímu objektu a instalaci a konečně i videoartu v 90. letech. Již od počátku tematizovala problém senzuality, sexuality a erotiky. Zobrazovala ženské tělo z feministického hlediska.